# Woldstedtius hidalgoensis
Woldstedtius hidalgoensis là một loài tò vò trong họ Ichneumonidae.